# Station Srowot
Srowot is een spoorwegstation in de Indonesische provincie Midden-Java.

## Bestemmingen
- Senja Bengawan: naar Station Solo Jebres en Station Tanahabang